# Aida Garifullina
Aïda Emilievna Garifullina (en russe : Аида Эмилевна Гарифуллина, translittération française : Aïda Garifoullina), née en 1987, est une soprano russe-tatare.

## Biographie
Aida Garifullina est née le 30 septembre 1987 et a grandi à Kazan dans une famille tatare. Sa mère, Laïlia Ildarovna, était choriste et lui a appris à chanter. Elle a étudié la musique à l'université de Nuremberg où elle s'est installée en 2004. Elle a étudié avec Siegfried Jerusalem et a étudié à l'Académie de musique et des arts du spectacle de Vienne avec Claudia Visca, de 2007 à 2011.
En 2013, elle a joué au théâtre Mariinsky avec Valeri Guerguiev dans Les Noces de Figaro et remporte le premier prix du Concours Operalia Plácido Domingo. 
De 2013 à 2016, elle interprète plusieurs rôles avec la troupe Staatsoper de Vienne : Musetta (La Bohème), Susanna (Les Noces de Figaro), la Princesse Eudoxie (La Juive), Elvira (L’Italienne à Alger), Adina (L’Élixir d’amour), Zerlina (Don Giovanni), Norina (Don Pasquale). Elle se produit également à Saint-Petersbourg (Natacha dans Guerre et Paix), Londres, Vienne, Dresde, Salzbourg et Paris (Concert de Paris sous la tour Eiffel en 2016). 
Toujours en 2016, elle interprète le rôle de Lily Pons dans le film Florence Foster Jenkins de Stephen Frears. 
En 2017, elle chante le rôle-titre (Snégourotchka) de La Demoiselle de neige à l'Opéra de Paris.
Le 14 juin 2018, elle chante avec Robbie Williams, lors de la cérémonie d'ouverture de la Coupe du monde de football. Le 14 juillet 2018, elle participe au Concert de Paris sur le Champ-de-Mars pour la fête nationale. Le lendemain, le 15 juillet 2018, elle chante lors de la cérémonie de clôture de la Coupe du monde de football.
Elle a une fille, Olivia, née en 2016.

## Répertoire
- G. Puccini — La Bohème, Musetta
- G. Verdi — Un ballo in maschera, Oscar
- G. Verdi — Rigoletto, Gilda
- G. Verdi — Falstaff, Nanetta
- G. Verdi — La traviata, Violetta
- G. Donizetti — Don Pasquale, Norina
- G. Donizetti — L'elisir d'amore, Adina
- W. A. Mozart — La Flûte enchantée, Pamina
- W. A. Mozart — Così fan tutte, Despina
- W. A. Mozart — Le nozze di Figaro, Susanna
- W. A. Mozart — Don Giovanni, Zerlina
- G. Rossini — L'italiana in Algeri, Elvira
- F. Halévy — La Juive, le princesse Eudoxie
- S. Prokofiev — Guerre et Paix, Natacha Rostova
- N. Rimski-Korsakov — Le Coq d'or, la reine de Schemacha
- P. Eötvös — Trois sœurs, Irina
- N. Rimski-Korsakov — Snégourotchka (alias : La Demoiselle des neiges) : le rôle titre
- C. Gounod — Roméo et Juliette, Juliette